# Magerweide südöstlich Volkensen
Die Magerweide südöstlich Volkensen ist ein Naturschutzgebiet in der niedersächsischen Gemeinde Elsdorf im Landkreis Rotenburg (Wümme).

## Allgemeines
Das Naturschutzgebiet mit dem Kennzeichen NSG LÜ 062 ist circa 12,7 Hektar groß. Das Gebiet steht seit dem 27. April 1976 unter Naturschutz. Zuständige untere Naturschutzbehörde ist der Landkreis Rotenburg (Wümme).

## Beschreibung
Das Naturschutzgebiet liegt in etwa zwischen Zeven und Sittensen. Es stellt den Rest einer alten Kulturlandschaft unter Schutz, der früher durch Beweidung extensiv bewirtschaftet wurde. Das Gebiet ist überwiegend durch feuchtes Grünland mit Pfeifengras und Glockenheide geprägt, in den Randbereichen finden sich auch trockene Sandmagerrasen und Sandheide.